# 知的障害者更生相談所
知的障害者更生相談所（ちてきしょうがいしゃこうせいそうだんじょ）は、知的障害者福祉法（昭和35年3月31日法律第37号）第12条に基づき知的障害者の福祉に関し都道府県に設置される機関である。

## 業務
知的障害者更生相談所の業務は次のように規定されている（知的障害者福祉法第12条）
- 市町村の更生援護の実施に関し、市町村相互間の連絡及び調整、市町村に対する情報の提供その他必要な援助を行うこと並びにこれらに付随する業務を行うこと。
- 知的障害者の福祉に関し、次に掲げる業務を行うこと。
  - 各市町村の区域を超えた広域的な見地から、実情の把握に努めること。
  - 知的障害者に関する相談及び指導のうち、専門的な知識及び技術を必要とするものを行うこと。
- 障害者自立支援法（平成17年11月7日法律第123号）第22条第2項、同条第3項、第26条第1項に規定すること。
  - 参考（障害者自立支援法第22条第2項、同条第3項）
    - 市町村は、支給要否決定を行うに当たって必要があると認めるときは、厚生労働省令で定めるところにより、市町村審査会又は身体障害者福祉法第9条第6項に規定する身体障害者更生相談所、知的障害者福祉法第9条第5項に規定する知的障害者更生相談所、精神保健及び精神障害者福祉に関する法律第6条第1項に規定する精神保健福祉センター若しくは児童相談所その他厚生労働省令で定める機関の意見を聴くことができる。
    - 市町村審査会、身体障害者更生相談所等又は前項の厚生労働省令で定める機関は、同項の意見を述べるに当たって必要があると認めるときは、当該支給要否決定に係る障害者等、その家族、医師その他の関係者の意見を聴くことができる。

  - 参考（障害者自立支援法第26条第1項）
    - 都道府県は、市町村の求めに応じ、市町村が行う第19条から第22条まで、第24条及び前条の規定による業務に関し、その設置する身体障害者更生相談所等による技術的事項についての協力その他市町村に対する必要な援助を行うものとする。
- 巡回業務
- その他知的障害者福祉法施行令で定める事項

## 専門職員
知的障害者更生相談所に置かれる専門職員として、知的障害者福祉司がある。